# Fairfield (Wisconsin)
Fairfield – miasto w Stanach Zjednoczonych, w stanie Wisconsin, w hrabstwie Sauk.